# Saint-Andéol-de-Vals
Saint-Andéol-de-Vals település Franciaországban, Ardèche megyében. Lakosainak száma 529 fő (2022. január 1.). Saint-Andéol-de-Vals Genestelle, Gourdon, Saint-Joseph-des-Bancs, Saint-Julien-du-Serre, Saint-Michel-de-Boulogne, Vals-les-Bains, Vesseaux és Vallées-d’Antraigues-Asperjoc községekkel határos.

## Népesség
A település népessége az elmúlt években az alábbi módon változott:
| Lakosok száma | 362  | 391  | 413  | 525  | 536  | 536  | 526  | 519  | 516  | 529  |
|               | 1968 | 1982 | 1990 | 2006 | 2013 | 2015 | 2017 | 2019 | 2020 | 2022 |